# おはらい町

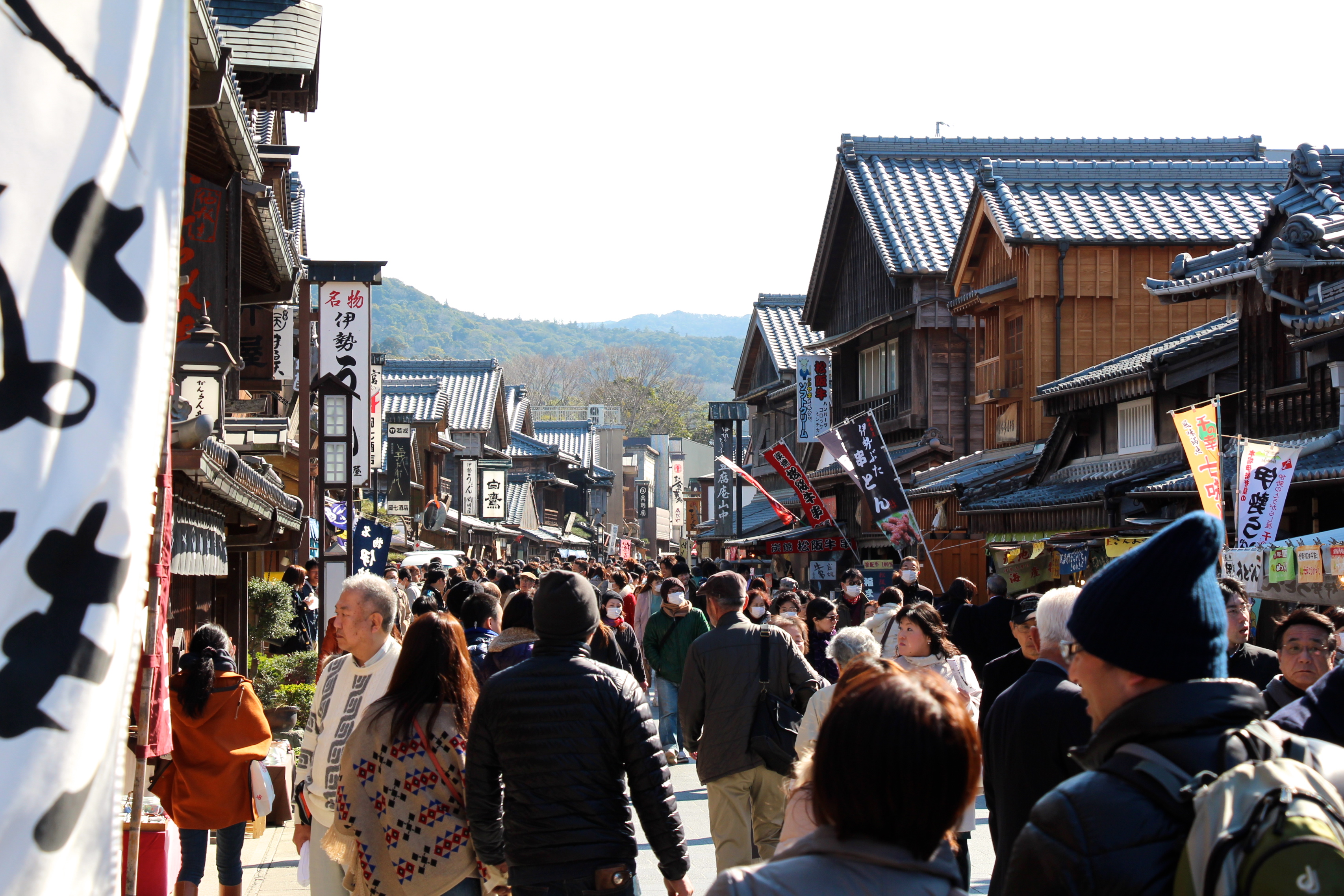
おはらい町、2013年

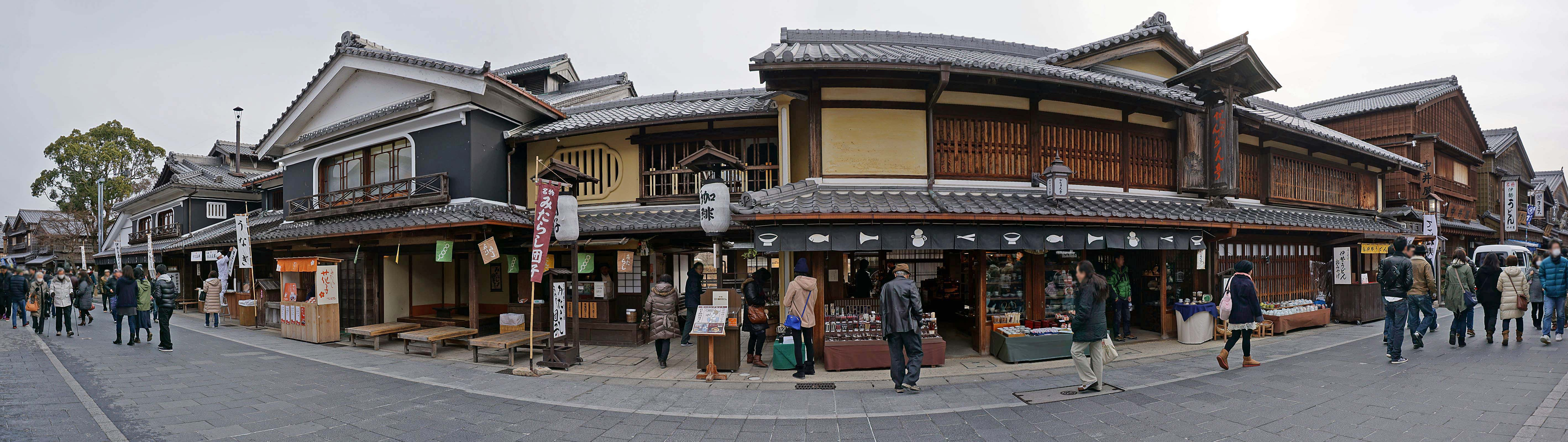
おはらい町、2015年

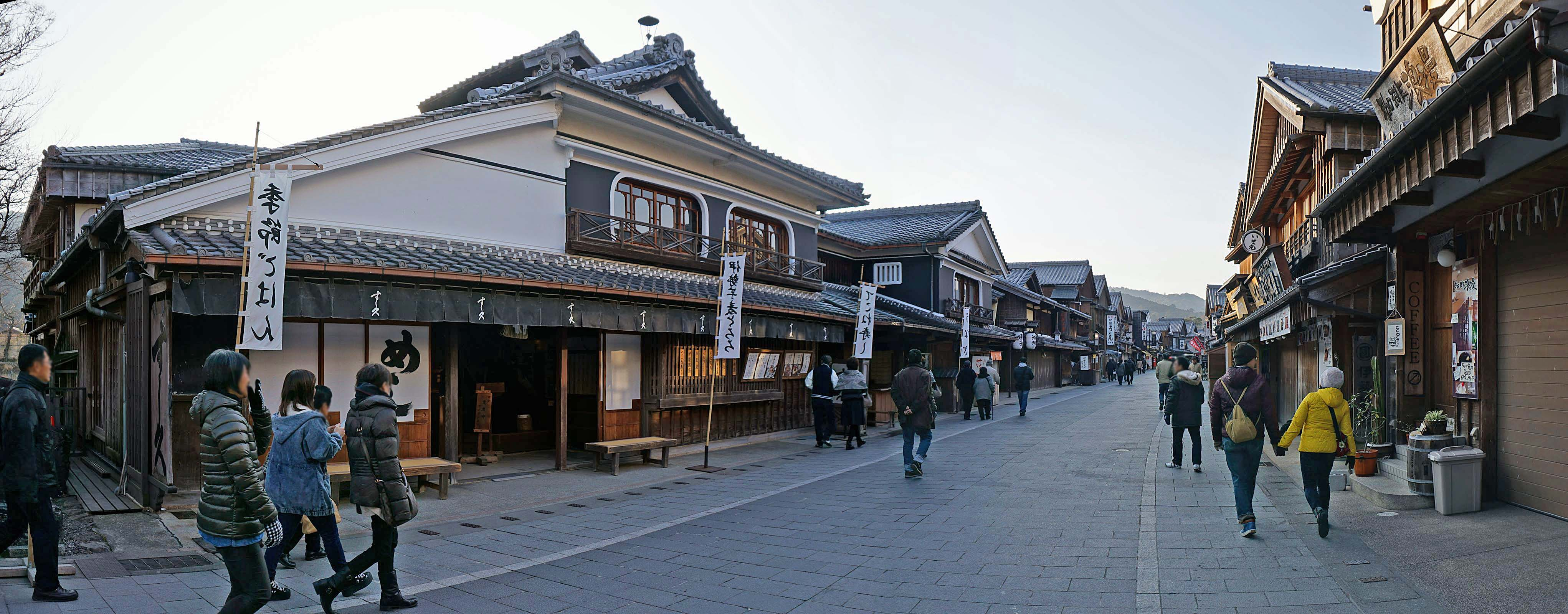
おはらい町、2015年

おはらい町（おはらいまち）は、三重県伊勢市の宇治のうち、伊勢神宮皇大神宮（内宮）の鳥居前町である。伊勢参宮街道に沿って、宇治・山田で昭和中期以前は一般的であった「妻入り」の木造建築が立ち並ぶ。伊勢市の代表的な観光地で、町の中央にはおかげ横丁がある。

## 概要
伊勢参宮街道の終点宇治橋手前の、伊勢市宇治今在家町から宇治中之切町を経て宇治浦田一丁目に至る約800mの伊勢おはらい町通り（いせおはらいまちどおり）の両側に広がる。宇治今在家町から赤福本店前（中橋西詰）までの区間は三重県道に（三重県道715号館町通線）、赤福本店前から宇治浦田一丁目までは伊勢市道に（伊勢市道宇治新橋線）指定されている。
沿道には伊勢うどんや手こね寿司などの郷土料理を供する飲食店、真珠や伊勢茶などを販売する土産物店が軒を連ねている。中には民家や郵便局・銀行もあるが、ほぼすべての建物が切妻・入母屋・妻入の木造建築で統一されている。これらの建物の多くは1970年代以降に民間主導で進められたまちづくりの結果、景観維持を目的に整備されたものである。おはらい町とおかげ横丁は混同されるケースもある。

## 歴史
伊勢神宮の鳥居前町として栄えたおはらい町は、江戸時代には参宮客が年間200 - 400万人も押し寄せた庶民の憧れの地であった。当時、日本全国から参宮客を集めた御師と呼ばれる人々がこの通りに館を連ね、客人をお祓いや神楽でもてなしたことから、いつしか「おはらい町」と呼ばれるようになったという。
しかし、高度経済成長の時代を過ぎた1970年代後半には観光客は伊勢おはらい町通りに平行する国道23号を利用してバスや自動車で宇治橋前まで乗り付け、参拝を終えるとおはらい町へ立ち寄らずに次なる目的地の鳥羽・奥志摩方面へ行く者が増加し 、伊勢神宮の参拝客が500万人であるのに対し、おはらい町を訪れた観光客は20万人にまで落ち込んでいた。近代化の波を受けて「伊勢らしい建物」をなくしたおはらい町は、観光の魅力を失っていたのである。この状況を憂慮し立ち上がったのは、この地に本店を構え、「5年で給与倍増」するという目標を4年で達成して勢い付いていた老舗和菓子店の赤福であった。赤福は有志を募り1979年（昭和54年）に「内宮門前町再開発委員会」を結成、赤福社長の濱田益嗣の「洋風化したものが氾濫する時代だからこそ、日本的なこころのふるさとが求められている。」という考えに基づいて伊勢の伝統的な町並みの再生が始まった。
こうした動きを受けて伊勢市は1989年（平成元年）に「伊勢市まちなみ保全条例」を制定、「伊勢市まちなみ保全事業基金」が創設された。この基金は伝統様式を取り入れた修景の際に融資するというもので、補助金を拠出するものではなかったが、地域の人々の熱い思いからわずか10年で江戸時代の町並みがよみがえった。三重県や伊勢市当局もこの町並み再生に協力的で、電線地中化と路面の石畳化を実施した。そして町並みが整い始めた1990年代から「おはらい町」の名を前面に押し出すようになった。この保全事業は2009年（平成21年）10月1日に「伊勢市景観計画」に引き継がれ廃止となった。
更に赤福は1993年（平成5年）の式年遷宮に合わせて「おかげ横丁」を開業させた。おかげ横丁と生まれ変わったおはらい町は、2002年（平成14年）には入込客数が300万人を突破し、お蔭参りの頃の賑わいを回復した。これを評価され濱田は観光カリスマに選定されたが、2007年11月12日には辞任した。
大勢の観光客でおはらい町が賑わうようになった反面、2008年（平成20年）には9件の事故が発生したほか、「車にひかれそうになった」などという苦情が寄せられ、2009年（平成21年）7月25日から土・日・祝日の伊勢おはらい町通りは歩行者天国になった。

## 主な店舗・施設
おはらい町通り沿いの店は、ほとんどが17時に閉店する。「伊勢の夜は早い」という指摘がある。
- 赤福本店 - 五十鈴川に架かる新橋のたもとにある和菓子店。看板商品の赤福餅をはじめ、季節限定で「赤福氷」・「赤福ぜんざい」も販売する[15]。
- 伊賀くみひも平井 - 伊賀地方で奈良時代から伝わる伝統工芸品の「伊賀くみひも」の販売と手作り体験を実施[16]。
- 豆腐庵山中 - 豆腐を使ったソフトクリームやドーナツなどのオリジナル商品を提供する[17]。
- 岩戸屋 - 郷土料理を供する食堂[18]と、岩戸餅や生姜糖などの名産品を売る土産物店[19]を併設した店舗。
- 神宮道場 - 1973年（昭和48年）までは神宮司庁として使用された歴史ある建築物で、現在は神職を志す者の研修施設として利用されている[20]。
- 五十鈴川郵便局 - 周囲の町並みに合わせた妻入建築になっている。
- 百五銀行内宮前支店 -  周囲の町並みに合わせた妻入建築になっている。

## 伊勢おはらい町会議
1980年代から活動を始めたまちづくり組織で、現在の会長は2008年（平成20年）就任の前田世利子（まえだ よりこ）である。おはらい町を単なる観光地ではなく、実際に住民が生活する町であることを強みとしている。